# Acanthispa strandi
Acanthispa strandi es un coleóptero de la familia Chrysomelidae. Fue descrita en 1933 por Erich Uhmann como Acanthodes strandi.